# 申彦俊

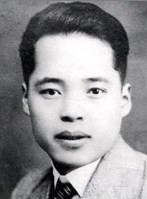
申彦俊

申 彦俊（シン・オンジュン、신언준、1904年11月8日 - 1938年1月20日）は、韓国の独立活動家。天道教信者で道号は隠菴。
平安南道平原郡出身。定州の五山学校を卒業して 1920年代初盤に上海市に留学した。
大学在学中上海青年同盟会を発起して設立し、大韓民国臨時政府系列から独立運動を始めた。上海青年同盟会は尹滋瑛、厳恒燮、金尚徳などが参加した団体である。
安昌浩の興士団幹部を勤め、彼が1927年中国各地を回って外交努力をする時は彼を補佐し、上海に亡命した独立活動家の指定教育のために呂運亨が設立した仁成學校学監を務めた。以後南京市に滞在して《東亜日報》特派員を務めている途中、結核の悪化による帰国後の1938年に35歳で病死した。
中国で記者を務め、外部寄稿を並行して言論活動をした1920年代中盤から約10年の間は日本が万宝山事件などで中国人と韓国人の仲違いを画策していた時期でもあった。中国問題を韓国に伝え、中国内でも韓国独立に対する声を高めるのに寄与した。
1987年に建国勲章独立章を受賞した。
主体思想批判で有名な哲人申一澈は彼の息子である。.

## 参考サイト
- 大韓民国国家報勲処, 이 달의 독립 운동가 상세자료 - 신언준, 1997년[リンク切れ]
- 성주현, 천도교 인물열전 ① - 은암 신언준(隠菴 申彦俊) (천도교 《신인간》, 2004년 1월호)[リンク切れ]
- 네이버 캐스트 : 오늘의 인물 - 신언준[リンク切れ]
- ko:틀:한국학중앙연구원 인물